# Tillbergaby
Tillbergaby är kyrkbyn i Tillberga socken i Västerås kommun i Västmanland.
Järnvägsstationen som anlades söder om denna kyrkby, men i Hubbo socken, kom att överta namnet Tillberga.
I Tillbergaby eller Tillberga kyrkby ligger Tillberga kyrka.